# Енрико Коли
Кортина д'Ампецо
Енрико Коли (итал. Enrico Colli; Кортина д'Ампецо, 11. децембар 1896 — Кортина д'Ампецо 1982) је скијашки тркач из Италије који је учествовао на Зимским олимпијским играма 1924..
Енрико је старији брат Винченца Колија. Његов млађи брат Винченцо Коли и његов братанац Илио Коли су такође значајни скијаши.
На Зимским олимпијским играма 1924. Енрико је у дисциплини 18 км. завршио као дванаести, а у дисциплини 50 км. као девети. Учествовао је на четири државна првенства Италије 1920, 1922, 1923. и освојио златне медаље у дисциплини 18 км, а 1925. златне медаље у дисциплинама 18 км и 50 км.